# Maria Elaine Rodrigues Espíndola
Maria Elaine Rodrigues Espíndola (Porto Alegre, 23 de março de 1947) é uma artista, professora, mestra griot e uma liderança no movimento negro e quilombola de Porto Alegre.

## Biografia
Filha de José Francisco Rodrigues, funcionário da Cervejaria Brahma, e Maria Eulália dos Santos, empregada doméstica e musa da Escola de Samba da Praiana, passou a infância em São Sebastião do Caí junto da avó materna Maria Alaíde dos Santos e de familiares que viviam no Quilombo do Macaco Branco. Pensou em entrar para a vida religiosa, mas acabou decidindo se tornar professora de braile. Cursou magistério em Montenegro, lecionou em escolas de Pareci Novo e Capela de Santana, e iniciou o curso de Direito e Letras na Unisinos. Casada com Cláudio Espíndola, tem os filhos Cláudio, Daniela e Cristiane.
Nos anos 1970 participou da fundação da Mocambo — Associação de Remanescentes de Quilombo Amigos e Moradores do Bairro Cidade Baixa e Arredores, que ainda não tinha este nome, então liderada por seus tios João Florêncio e Romilda Rodrigues. Nos anos 1990 foi reconhecida como mestra griot pelo Mestre Lua (José Alves Bitencourt), durante os trabalhos de criação do Centro de Referência Afro-Brasileiro. Atua em atividades de ensino, pesquisa e extensão universitária, promovendo encontros sobre africanidades, história e cultura afro-gaúcha. No Projeto Territórios Negros: Patrimônios Afro-Brasileiros em Porto Alegre, desenvolvido pela UFRGS, ministrou o curso Encontro de Saberes. Atuou em conselhos comunitários de saúde da Prefeitura; em 2016 foi nomeada membro da Comissão Organizadora da Semana da Consciência Negra, uma parceria entre a Assembleia Legislativa e o Movimento Negro, que concede o Troféu Deputado Carlos Santos, que destaca cidadãos que contribuíram na luta antirracismo; em 2018 foi nomeada membro titular da Comissão Especial de Concursos da Defensoria Pública do Estado; em 2019 foi nomeada membro titular do Conselho Estadual de Participação e Desenvolvimento da Comunidade Negra, e em 2022 era membro suplente do Conselho Municipal de Cultura como representante da Região Centro do Orçamento Participativo.  Ainda em 2022 foi nomeada prefeita da Praça Doutor Pedro Borba, num projeto da Prefeitura que reúne lideranças comunitárias para colaborar no cuidado de logradouros públicos.

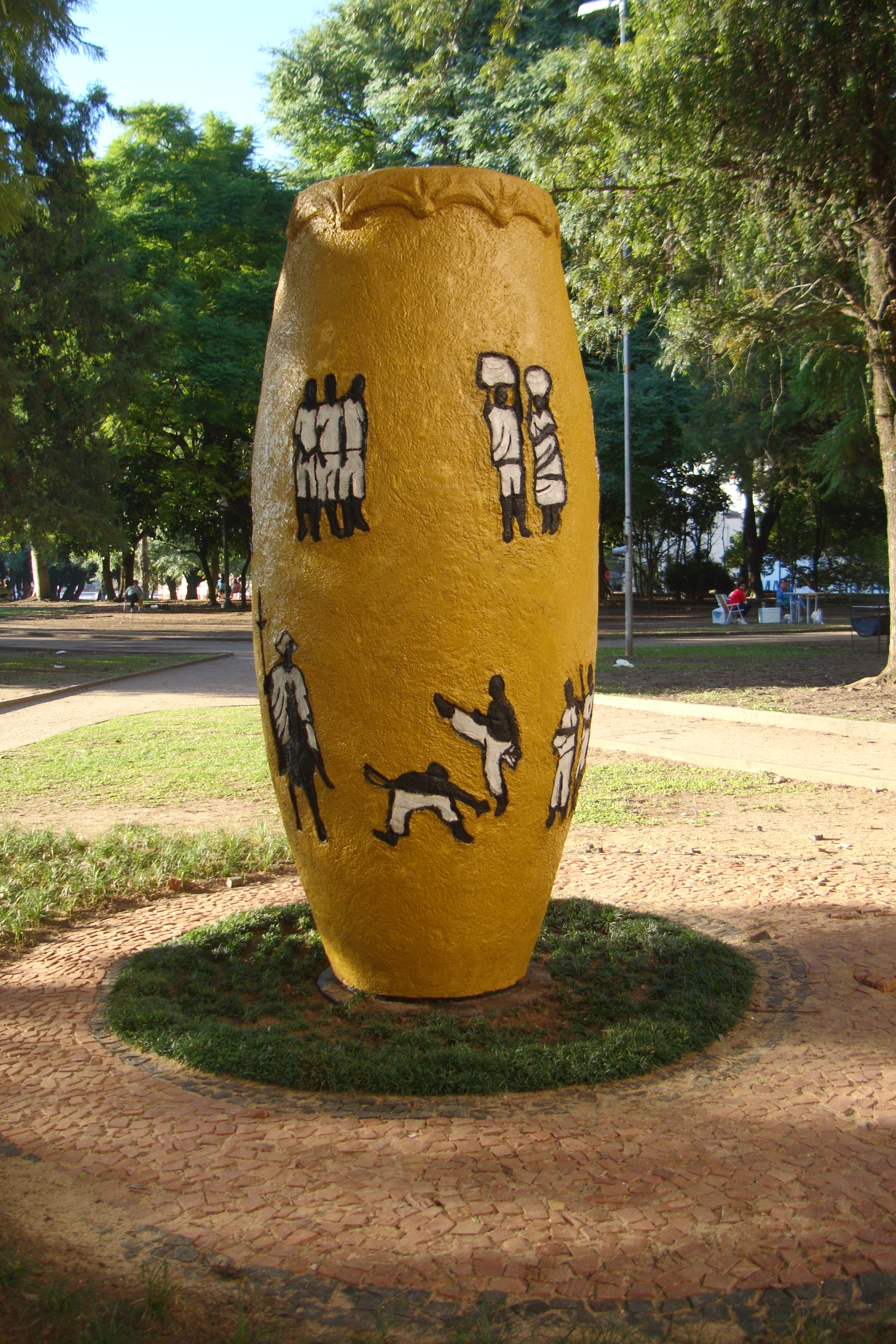
O monumento O Tambor na Praça Brigadeiro Sampaio, integrado ao Museu de Percurso do Negro

Descendente de Lanceiros Negros, também tem ligações com o tradicionalismo gauchesco, e em 2010 se tornou a primeira patrona negra de um piquete do Acampamento Farroupilha, repetindo o patronato por dez anos sucessivos. É artista plástica e participou da criação do monumento O Tambor, primeira obra pública realizada pelo movimento negro organizado na Capital, instalado na praça Brigadeiro Sampaio e integrado ao Museu de Percurso do Negro em Porto Alegre.
É a líder do Quilombo da Mocambo, um dos onze quilombos urbanos de Porto Alegre, e há muitos anos preside a Associação Mocambo, que até 2015 funcionou na sua casa. Sob sua liderança a Mocambo tem desenvolvido intensa atividade cultural e política; em torno de 2000 passou a centralizar a luta pelo reconhecimento da comunidade como quilombo e pela regularização fundiária, em 2012 foi declarada Patrimônio Cultural pela Prefeitura de Porto Alegre, e em 2020 a Mocambo obteve da Assembleia o reconhecimento do quilombo como Área de Relevante Interesse Cultural do Rio Grande do Sul.

## Reconhecimento
Em 2010 a Câmara de Vereadores a reconheceu como primeira mulher griot da cidade, durante a Semana da Consciência Negra. Em 2018 recebeu da Assembleia Legislativa o Troféu Deputado Carlos Santos, pela sua luta antirracismo, na qualidade de líder quilombola. Em 2022 recebeu da UFRGS o título de Mestra de Notório Saber, equivalente à titulação acadêmica de Doutorado.
Para professora de história Edília Viegas, a sua trajetória "é singular no sentido de confluir distintas formas de construir conhecimentos, individuais e coletivos, em prol das lutas sociais por emancipação das pessoas negras", reunindo em si uma formação acadêmica e uma tradicional, que "andam lado a lado e se encontram no fortalecimento de uma trajetória de resistência aos percalços sociais do apagamento cultural de espaços comunitários como o Quilombo da Mocambo. [...] Tais saberes compõem as possibilidades de compreensão completa da história de Porto Alegre e são fundamentais para o ensino de história comprometido com a luta antirracista".
Segundo Duan Porto Barcelos, a Mocambo tem uma "história de pioneirismo e resistência", atuando em temas como carnaval, moradia, patrimônio cultural, saúde, Movimento Tradicionalista Gaúcho, Museu de Percurso do Negro, cotas raciais, acrescentando que o foco de sua pesquisa foi "o reconhecimento da Mocambo e de sua liderança, na qualidade de educadoras, com saberes próprios e de fundamental valor para o conhecimento histórico de Porto Alegre. [...] Os resultados parciais apontam para a originalidade dessa liderança feminina, que mescla griotagem e memória, dentro de uma historicidade própria. Igualmente indicam a potência das práticas distintas da Mocambo, em defesa da população negra da cidade".
Lembrando de sua atuação no curso Encontro de Saberes da UFRGS e seu papel como griot, guardiã das memórias e tradições, a jornalista e pesquisadora Luana Silva da Cruz disse:
"A mestra Elaine disse Olá e eu chorei. Ela explicou que gostava de começar com Olá, pois este simples cumprimento retomava todo o caminho percorrido por todos os seus antepassados até chegar àquele momento. Ela é da quinta geração de mulheres pós-abolição. Contou, com a voz calma de quem aprendeu a narrar a vida, um pouco da sua história. Não poderia ser de outra forma, como ela mesma defende, pois a oralidade é o modo como são preservadas as memórias de seu povo. Mestra Elaine trouxe o passado, mas também trouxe o presente. Ela carrega no olhar todos os tempos da história, inclusive a esperança no futuro. Aos acadêmicos de ouvidos atentos, sugeria que contribuíssem também escrevendo, pois a cultura oral não é devidamente reconhecida nas universidades. Falou da sua vida, da sua família e, semanas depois, também caminhou com a turma pelo Museu do Percurso do Negro no centro de Porto Alegre. Do Tambor ao Painel Afrobrasileiro, os passos ganharam outro significado, sentido e cor. [...]
"Acredito que essa vivência serviu para ajudar a compreender como pode se dar essa responsabilidade. Os caminhos que posso indicar e os questionamentos que posso produzir, a fim de que a universidade perceba, um dia, a educação como um encontro de saberes, de todos os saberes".